# Бублик, Владимир Тимофеевич
Владимир Тимофеевич Бублик (15 сентября 1934 года) — советский и российский учёный-металлург, специалист в области структурных исследований конденсированных фаз, в том числе материалов и объектов микро- и наноэлектроники. Доктор физико-математических наук, профессор кафедры материаловедения полупроводников и диэлектриков НИТУ «МИСиС». 

## Биография
Владимир Тимофеевич Бублик родился 15 сентября 1934 года. Закончил МИСиС в 1958 г. В 1960 г. поступил в аспирантуру кафедры рентгенографии и физики металлов МИСиС. В 1964 г. защитил кандидатскую диссертацию на тему "Исследование механизма формирования центров рекристаллизации в меди и алюминии". С 1963 г. работает на кафедре материаловедения полупроводников, в 1980 г. защитил докторскую диссертацию "Рентгеновское исследование атомной структуры и термодинамики твердых растворов полупроводников".

## Научная и педагогическая деятельность
Основная научная деятельность В.Т. Бублика посвящена фундаментальным вопросам физического материаловедения полупроводников. Сюда относятся изучение некоторых особенностей межатомного взаимодействия в полупроводниковых соединениях: исследование атомных колебаний в соединениях с алмазоподобной решеткой, корреляции свойств в твердых растворах полупроводниковых соединений и термодинамических характеристик этих растворов. В последние годы научные интересы проф. В.Т. Бублика сосредоточены на изучении точечных дефектов в полупроводниковых соединениях, их кристаллохимических и термодинамических характеристик, областей существования твердых растворов собственных компонентов и примесей в соединениях, а также взаимодействия между точечными дефектами, приводящего к образованию их ассоциаций — микродефектов. За работы по исследованию точечных дефектов В.Т. Бублик с коллегами получил диплом на открытие. Обладатель патента "Способ создания антидиффузионного барьера на поверхности пластин из термоэлектрических материалов" RUS 2293399 (совместно с Освенским В.Б., Мальковой Н.В., Астаховым М.В., Табачковой Н.Ю.).
Важным оригинальным направлением является изучение образования и поведения точечных дефектов, возникающих при радиационных воздействиях. Все эти работы — фундаментальные основы технологий получения материалов и приборных структур в микроэлектронике. По результатам этих исследований В.Т. Бубликом опубликовано более 300 статей.
В.Т. Бублик сочетает таланты учёного и экспериментатора, под его руководством созданы экспериментальные установки, позволившие реализовать тонкие методы структурного анализа, отвечающие современному уровню исследований. Экспериментальной основой разрабатываемых В. Т. Бубликом материаловедческих проблем являются прикладные методы структурного анализа.
Читает созданные им курсы по структурным исследованиям полупроводников и металлов и два спецкурса: "Дифракционные методы изучения поверхности и приборных структур" и "Дифракционные методы изучения неупорядоченных структур". Под его руководством защитили диссертации более 35 аспирантов. Является соавтором учебника «Методы исследования структур».
Член редколлегий журналов «Заводская лаборатория. Диагностика материалов» и «Известия вузов. Материалы электронной техники».

## Избранные труды[7]
- Бублик, В.Т. Основные принципы просвечивающей электронной микроскопии: Конспект лекций : (Для специальности "Полупроводники и диэлектрики") / Под ред. проф., д-ра техн. наук С. С. Горелика ; Моск. ин-т стали и сплавов. Кафедра материаловедения полупроводников. - Москва : [б. и.], 1970.
- Основы динамической теории интерференции рентгеновских лучей / В. Т. Бублик ; Под редакцией проф. С. С. Горелика ; Моск. ин-т стали и сплавов. Кафедра материаловедения полупроводников. - Москва : [б. и.], 1971.
- Методы исследования структуры полупроводников и металлов : [Учеб. пособие для вузов по спец. "Технология спец. материалов электрон. техники", "Полупроводники и диэлектрики" и "Полупроводниковые и микроэлектрон. приборы] / В.Т. Бублик, А.Н. Дубровина. - Москва : Металлургия, 1978.
- Сборник задач и упражнений по курсу "Методы исследования структуры" : [Учеб. пособие для вузов по спец. "Физика и технология материалов и компонентов электрон. техники", "Микроэлектроника и полупроводниковые приборы"] / В. Т. Бублик, А. Н. Дубровина. - М. : Высш. шк., 1988.
- Методы исследования материалов и структур электроники: рентген. дифракц. микроскопия: курс лекций / В. Т. Бублик, А. М. Мильвидский. - Москва : Учеба, 2006
- Дифракционные методы изучения материалов и приборных структур: ионная имплантация. : учебное пособие / [В. Т. Бублик и др.]. - Москва : МИСиС, 2013.

## Статьи за последние пять лет[8]
- Change in the mechanism of conductivity in ZrO2-based crystals depending on the content of stabilizing Y2O3 additive. Borik M.A., Bredikhin S.I., Bublik V.T., Kulebyakin A.V., Kuritsyna I.E., Lomonova E.E., Milovich F.O., Myzina V.A., Osiko V.V., Seryakov S.V., Tabachkova N.Yu.  Technical Physics Letters.  2017. – V. 43. – №. 3. – P. 289-292.
- Effect of the valence state of ce ions on the phase stability and mechanical properties of the crystals of ZrO2-based solid solutions. Borik M.A., Bublik V.T., Eremina R.M., Kulebyakin A.V., Lomonova E.E., Milovich F.O., Myzina V.A., Osiko V.V., Tabachkova N.Y., Fazlizhanov I.I., Shustov V.A., Yatsyk I.V.  Physics of the Solid State.  2017. – V. 59. – №. 10. – P. 1934-1939.
- Experimental and theoretical study of the thermoelectric properties of copper selenide. Bulat L.P., Osvenskii V.B., Ivanov A.A., Sorokin A.I., Pshenay-Severin D.A., Bublik V.T., Tabachkova N.Y., Panchenko V.P., Lavrentev M.G.  Semiconductors.  2017. – V. 51. – №. 7. – P. 854-857.
- Influence of the yttria dopant on the structure and properties of (ZrO2)0.91–x (Sc2O3)0.09(Y2O3) х (x = 0–0.02) crystals. Agarkov D.A., Borik M.A., Bredikhin S.I., Bublik V.T., Iskhakova L.D., Kulebyakin A.V., Kuritsyna I.E., Lomonova E.E., Milovich F.O., Myzina V.A., Seryakov S.V., Tabachkova N.Yu.  Russian Microelectronics.  2017. – V. 45. – №. 8-9. – P. 625-632.
- Phase composition, structure and properties of (ZrO2)1−x−y(Sc2O3)x(Y2O3)y solid solution crystals (x=0.08–0.11; y=0.01–0.02) grown by directional crystallization of the melt. Borik M.A., Bredikhin S.I., Bublik V.T., Kulebyakin A.V., Kuritsyna I.E., Lomonova E.E., Milovich F.O., Myzina V.A., Osiko V.V., Ryabochkina P.A., Seryakov S.V., Tabachkova N.Yu.  Journal of Crystal Growth.  2017. – V. 457. – P. 122-127.
- Structure and conductivity of yttria and scandia-doped zirconia crystals grown by skull melting. Borik M.A., Bredikhin S.I., Bublik V.T., Kulebyakin A.V., Kuritsyna I.E., Lomonova E.E., Milovich P.O., Myzina V.A., Osiko V.V., Ryabochkina P.A., Tabachkova N.Y.  Journal of the American Ceramic Society.  2017. – V. 100. – №. 12. – P. 5536-5547.
- Structure of Bi2Se0.3Te2.7 alloy plates obtained by crystallization in a flat cavity by the Bridgman method. Demcheglo V.D., Voronin A.I., Tabachkova N.Yu, Bublik V.T., Ponomaryov V.F.  Semiconductors.  2017. – V. 51. – №. 8. – P. 1021-1023.
- Structure of the Cu2Se compound produced by different methods. Ivanov A.A., Sorokin A.I., Panchenko V.P., Tarasova I.V., Tabachkova N.Yu., Bublik V.T., Akchurin R.H.  Semiconductors.  2017. – V. 51. – №. 7. – P. 866-869.
- The impact of structural changes in ZrO2-Y2O3 solid solution crystals grown by directional crystallization of the melt on their transport characteristics. Borik M.A., Bredikhin S.I., Bublik V.T., Kulebyakin A.V., Kuritsyna I.E., Lomonova E.E., Milovich F.O., Myzina V.A., Osiko V.V., Ryabochkina P.A., Tabachkova N.Y., Volkova T.V.  Materials Letters.  2017. – V. 205. – P. 186-189.
- Evolution of real structure in Ge-Si mosaic crystals. Borisova D., Abrosimov N.V., Shcherbachev K., Klemm V., Schreiber G., Heger D., Juda U., Bublik V., Oettel H.  Crystal Research and Technology.  2016. – V. 51. – №. 12. – P. 742-751.
- Improved mechanical properties of thermoelectric (Bi0.2Sb0.8)2Te3 by nanostructuring. Lavrentev M.G., Osvenskii V.B., Parkhomenko Yu.N., Pivovarov G.I., Sorokin A.I., Bulat L.P., Kim H.-S., Witting I.T., Snyder G.J., Bublik V.T., Tabachkova N.Yu.  APL Materials.  2016. – V. 4. – P. 104807-1-9.
- Mechanical properties of (Bi,Sb)2Te3 solid solutions obtained by directional crystallization and spark plasma sintering. Lavrent’ev M.G., Osvenskii V.B., Pivovarov G.I., Sorokin A.I., Bulat L.P., Bublik V.T., Tabachkova N.Yu.  Technical Physics Letters.  2016. – V. 42. – №. 1. – P. 105-107.
- Properties and Formation of the Structure of Bi2Se0.3Te2.7 Solid Solutions Produced by Equal-Channel Angular Pressing. Bogomolov D.I., Bublik V.T., Tabachkova N.Yu., Tarasova I.V.  Journal of Electronic Materials.  2016. – V. 45. – №. 1. – P. 403-410.
- Structure and properties of the crystals of solid electrolytes (ZrO2)1 – x – y(Sc2O3)x(Y2O3)y (x = 0.035–0.11, y = 0–0.02) prepared by selective melt crystallization. Borik M.A., Bredikhin S.I., Bublik V.T., Kulebyakin A.V., Kuritsyna I.E., Lomonova E.E., Milovich F.O., Myzina V.A., Osiko V.V., Seryakov S.V., Tabachkova N.Yu.  Russian Journal of Electrochemistry.  2016. – V. 52. – №. 7. – P. 655-661.
- Механические свойства твердых растворов (Bi, Sb)2Te3, полученных направленной кристаллизацией и искровым плазменным спеканием. Лаврентьев М.Г., Освенский В.Б., Пивоваров Г.И., Сорокин А.И., Булат Л.П., Бублик В.Т., Табачкова Н.Ю.  Письма в Журнал Технической Физики.  2016. – Т. 42. – №. 2. – С. 96-103.
- Change in the phase composition, structure and mechanical properties of directed melt crystallised partially stabilised zirconia crystals depending on the concentration of Y2O3. Borik M.A., Bublik V.T., Kulebyakin A.V., Lomonova E.E., Milovich F.O., Myzina V.A., Osiko V.V., Seryakov S.V., Tabachkova N.Y.  Journal of the European Ceramic Society.  2015. – V. 35. – №. 6. – P. 1889-1894.
- Low-Temperature Transport Coefficients of Nanostructured Bi0.4Sb1.6Te3-Based Thermoelectric Materials Obtained by Spark Plasma Sintering. Bulat L.P., Drabkin I.A., Osvenskii V.B., Parkhomenko Yu.N., Pshenay-Severin D.A., Sorokin A.I., Igonina A.A., Bublik V.T., Lavrentev M.G.  Journal of Electronic Materials.  2015. – V. 44. – №. 6. – P. 1846-1850.
- Structure, Phase Composition and Mechanical Properties of ZrO2Partially Stabilized with Y2O3. Borik M.A., Bublik V.T., Vilkova M.Y., Kulebyakin A.V., Lomonova E.E., Milovich P.O., Myzina V.A., Ryabochkina P.A., Tabachkova N.Y., Ushakov S.N.  Modern Electronic Materials.  2015. – V. 1. – №. 1. – P. 26-31.
- Nonmonotonic change in the structural grain size of the Bi0.4Sb1.6Te3 thermoelectric material synthesised by spark plasma sintering. Osvenskiy V.B., Panchenko V.P., Parkhomenko Yu.N., Sorokin A.I., Bogomolov D.I., Bublik V.T., Tabachkova N.Yu.  Journal of Alloys and Compounds.  2014. – V. 586. – №. 1. – P. S413-S418.
- Phase composition, structure and mechanical properties of PSZ (partially stabilized zirconia) crystals as a function of stabilizing impurity content. Borik M.A., Bublik V.T., Kulebyakin A.V., Lomonova E.E., Milovich F.O., Myzina V.A., Osiko V.V., Tabachkova N.Y.  Journal of Alloys and Compounds.  2014. – V. 586. – №. 1. – P. S231-S235.
- Структура, фазовый состав и механические свойства кристаллов ZrO2, частично стабилизированных Y2O3. Борик М.А., Бублик В.Т., Вилкова М.Ю., Кулебякин А.В., Ломонова Е.Е., Милович Ф.О., Мызина В.А., Рябочкина П.А., Табачкова Н.Ю., Ушаков С.Н.  Известия ВУЗОВ. Материалы Электронной Техники.  2014. – №. 1. – С. 58-64.
- Features of a technique for investigation of partially stabilized zirconia crystals. Borik M.A., Bublik V.T., Kulebyakin A.V., Lomonova E.E., Myzina V.A., Milovich F.O., Tabachkova N.Yu.  Inorganic Materials.  2013. – V. 49. – №. 15. – P. 1338-1342.
- New trends in the development of the technology for the production of ultraviolet light-emitting diodes. Kurin S.Yu., Antipov A.A., Barash I.S., Bublik V.T., Helava H., Mokhov E.N., Nagalyuka S.S., Roenkov A.D., Chemekova T.Yu., Scherbatchev K.D., Makarov Yu.N.  Russian Microelectronics.  2013. – V. 42. – №. 8. – P. 477-482.
- Structure and Mechanical Properties of Crystals of Partially Stabilized Zirconia after Thermal Treatment. Borik M.A., Bublik V.T., Kulebyakin A.V., Lomonova E.E., Milovich F.O., Myzina V.A., Osiko V.V., Seryakov S.V., Tabachkova N.Y.  Physics of the Solid State.  2013. – V. 55. – №. 8. – P. 1690-1696.
- Structure and properties of thermoelectric materials based on Bi2(SeTe)3 and (BiSb)2Te3 solid solutions prepared by equal-channel angular pressing. Bogomolov D.I., Bublik V.T., Skipidarov S.Ya., Tabachkova N.Yu.  Inorganic Materials.  2013. – V. 49. – №. 8, – P. 758-762.
- Structure and transport properties of bulk nanothermoelectrics based on Bi x Sb2−x Te3 fabricated by SPS method. Bulat L.P., Drabkin I.A., Karatayev V.V., Osvenskii V.B., Parkhomenko Yu.N., Lavrentev M.G., Sorokin A.I., Pshenai-Severin D.A., Blank V.D., Pivovarov G.I., Bublik V.T., Tabachkova N.Yu.  Journal of Electronic Materials.  2013. – V. 42. – №. 7. – P. 2110-2113.
- Thermoelectric properties of the (Bi,Sb)2Te3-based material obtained by spark plasma sintering. Drabkin I.A., Karataev V.V., Osvenskii V.B., Parkhomenko Y.N., Sorokin A.I., Bulat L.P., Pivovarov G.I., Bublik V.T., Tabachkova N.Y.  Russian Microelectronics.  2013. – V. 42. – №. 8. – P. 448-452.
- Структура и механические свойства кристаллов частично стабилизированного диоксида циркония после термообработки. Борик М.А., Бублик В.Т., Кулебякин А.В., Ломонова Е.Е., Милович Ф.О., Мызина В.А., Осико В.В., Серяков С.В., Табачкова Н.Ю.  Физика Твердого Тела.  2013. – Т. 55. – №. 8. – С. 1578-1584.
- Структура и свойства термоэлектрических материалов на основе твердых растворов Bi2(SeTe)3 И (BiSb)2Te3, полученных методом равноканального углового прессования. Богомолов Д.И., Бублик В.Т., Скипидаров С.Я., Табачкова Н.Ю.  Неорганические Материалы.  2013. – Т. 49. – №. 8. – С. 814-819.
- Comparison of structures of Bi0.5Sb1.5Te3 thermoelectric materials, obtained by the hot-pressing and spark plasma sintering methods. Bublik V.T., Bogomolov D.I., Dashevskii Z.M., Drabkin I.A., Karataev V.V., Lavrent’ev M.G., Pivovarov G.I., Osvenskii V.B., Sorokin A.I., Tabachkova N.Yu.  Russian Microelectronics.  2012. – V. 41. – №. 8. – P. 516-520.
- Effect of Y2O3 stabilizer content and annealing on the structural transformations of ZrO2. Borik M.A., Bublik V.T., Vishnyakova M.A., Kulebyakin A.V., Lomonova E.E., Myzina V.A., Milovich F.O., Osiko V.V., Tabachkova N.Yu.  Inorganic Materials.  2012. – V. 48. – №. 2. – P. 156-160.
- Experiment-calculated study on structure formation of thermoelectric material based on solid solutions of bismuth and antimony chalcogenides prepared by hot extrusion method. Lavrentyev M.G., Osvensky V.B., Mezhennyi M.V., Prostomolotov A.I., Bublik V.T., Tabachkova N.Yu.  Journal of Thermoelectricity.  2012. – №. 4. – P. 33-38.
- Structure of materials based on bismuth chalcogenides and obtained by torsional severe plastic deformation. Bogomolov D.I., Bublik V.T., Sokolov O.B., Tabachkova N.Yu.  Metal Science and Heat Treatment.  2012. – V. 54. – №. 7-8. – P. 383-386.
- Влияние стабилизирующей примеси Y2O3 и отжига на структурные превращения в ZrO2. Борик М.А., Бублик В.Т., Вишнякова М.А., Кулебякин А.В., Ломонова Е.Е., Мызина В.А., Милович Ф.О., Осико В.В., Табачкова Н.Ю.  Неорганические Материалы.  2012. – Т. 48. – №. 2. – С. 200-204.
- Изменение структуры приконтактной области термоэлектрических материалов на основе теллурида висмута при повышенных температурах. Бублик В.Т., Воронин А.И., Пономарев В.Ф., Табачкова Н.Ю.  Известия ВУЗОВ. Материалы Электронной Техники.  2012. – №. 2. – С. 17-20.
- Особенности методики исследования кристаллов частично стабилизированного диоксида циркония. Борик М.А., Бублик В.Т., Кулебякин А.В., Ломонова Е.Е., Мызина В.А., Милович Ф.О., Табачкова Н.Ю.  Заводская Лаборатория. Диагностика Материалов.  2012. – Т. 78. – №. 7. – С. 26-30.
- Расчетно-экспериментальное исследование формирования структуры термоэлектрического материала на основе твердых растворов халькогенидов висмута и сурьмы, полученных методом горячей экструзии. Лаврентьев М.Г., Освенский В.Б., Меженный М.В., Простомолотов А.И., Бублик В.Т., Табачкова Н.Ю.  Термоэлектричество.  2012. – №. 4. – С. 36-42.
- Расчетно-экспериментальное исследование формирования структуры термоэлектрического материала на основе твердых растворов халькогенидов висмута и сурьмы, полученных методом горячей экструзии. Лаврентьев М.Г., Освенский В.Б., Меженный М.В., Простомолотов А.И., Бублик В.Т., Табачкова Н.Ю.  Термоэлектричество.  2012. – №. 4. – С. 36-42.
- Структура материалов на основе халькогенидов висмута, полученных интенсивной пластической деформацией кручением. Богомолов Д.И., Бублик В.Т., Соколов О.Б., Табачкова Н.Ю.  Металловедение и Термическая Обработка Металлов.  2012. – №. 8. – С. 8-12.
- Структура объемного термоэлектрического материала на основе (Bi,Sb)2Te3, полученного методом искрового плазменного спекания. Бублик В.Т., Драбкин И.А., Каратаев В.В., Лаврентьев М.Г., Освенский В.Б., Пархоменко Ю.Н., Пивоваров Г.И., Сорокин А.И., Табачкова Н.Ю.  Известия ВУЗОВ. Материалы Электронной Техники.  2012. – №. 3. – С. 10-18.
- Термоэлектрические свойства материала на основе (Bi,Sb)2Te3, полученного методом искрового плазменного спекания. Драбкин И.А., Каратаев В.В., Освенский В.Б., Пархоменко Ю.Н., Сорокин А.И., Булат Л.П., Пивоваров Г.И., Бублик В.Т., Табачкова Н.Ю.  Известия ВУЗОВ. Материалы Электронной Техники.  2012. – №. 3. – C. 18-22.